# زنبق سیسکیو
زنبق سیسکیو (نام علمی: Iris bracteata) نام یک گونه از سرده زنبق است.